# Загорівка (Корюківський район)
Загорівка (до 1924 р. — с. Барахівщина, до 2016 - с. Пам'ять Леніна) — село в Україні, у Менській міській громаді Корюківського району Чернігівської області. Населення становить 102 особи. До 2016 орган місцевого самоврядування — Куковицька сільська рада.

## Населення

### Мова
Розподіл населення за рідною мовою за даними перепису 2001 року:
| Мова            | Кількість | Відсоток |
| --------------- | --------- | -------- |
| українська      | 184       | 98.41%   |
| російська       | 1         | 0.53%    |
| білоруська      | 1         | 0.53%    |
| інші/не вказали | 1         | 0.53%    |
| Усього          | 187       | 100%     |

## Історія
На мапі РСЧА 1941 р. на місці села - клг.ім. Леніна.
До 2016 року село Загорівка носило назву Пам'ять Леніна.
12 червня 2020 року, відповідно до розпорядження Кабінету Міністрів України № 730-р «Про визначення адміністративних центрів та затвердження територій територіальних громад Чернігівської області», увійшло до складу Менської міської громади.
19 липня 2020 року, в результаті адміністративно-територіальної реформи та ліквідації Менського району, село увійшло до складу Корюківського району.